# Alopecosa camerunensis
Alopecosa camerunensis är en spindelart som beskrevs av Roewer 1960. Alopecosa camerunensis ingår i släktet Alopecosa och familjen vargspindlar.
Artens utbredningsområde är Kamerun. Inga underarter finns listade i Catalogue of Life.